# Modena Football Club 1921-1922
Questa voce raccoglie le informazioni riguardanti il Modena Football Club nelle competizioni ufficiali della stagione 1921-1922.

## Stagione
Mella stagione 1921-1922 fu incluso nel girone B. Il club chiuse al 4º posto.

## Divise
| Prima divisa |

## Rosa
| N. |                   | Ruolo | Calciatore            |
| -- | ----------------- | ----- | --------------------- |
|    | Italia (bandiera) | P     | Fausto Brancolini     |
|    | Italia (bandiera) | D     | Silvio Bompani        |
|    | Italia (bandiera) | D     | Fausto Boni           |
|    | Italia (bandiera) | D     | Ferdinando Contini    |
|    | Italia (bandiera) | C     | Giorgio Armari        |
|    | Italia (bandiera) | C     | Remo Barbieri         |
|    | Italia (bandiera) | C     | Arrigo Bigi           |
|    | Italia (bandiera) | C     | Bruno Benassati       |
|    | Italia (bandiera) | C     | Giuseppe Mazzoli      |
|    | Italia (bandiera) | C     | Giuseppe Minchio (II) |

| N. |                    | Ruolo | Calciatore                |
| -- | ------------------ | ----- | ------------------------- |
|    | Italia (bandiera)  | C     | Aldo Pedrazzi             |
|    | Italia (bandiera)  | A     | Emilio Agradi             |
|    | Italia (bandiera)  | A     | Giovanni Bezzecchi        |
|    | Italia (bandiera)  | A     | Italo Breviglieri         |
|    | Italia (bandiera)  | A     | Giuseppe Forlivesi        |
|    | Austria (bandiera) | A     | Reinhold Kristinus        |
|    | Italia (bandiera)  | A     | Luciano Manzotti (I)      |
|    | Italia (bandiera)  | A     | Augusto Maselli           |
|    | Italia (bandiera)  | A     | Lodovico Antonio Muratori |

## Risultati

### Prima Divisione

#### Girone B

##### Girone di andata
| Arbitro: | Crivelli (Milano) |

|                        |           |              |
| Manzotti 29’ Pippo 65’ | Marcatori | 68’ G. Monti |

| Arbitro: | Scamoni (Torino) |

|            |           |  |
| Brezzi 82’ | Marcatori |  |

| Arbitro: | Crivelli (Milano) |

|                 |           |  |
| Breviglieri 84’ | Marcatori |  |

| Arbitro: | Dani (Genova) |

|           |           |             |
| Scheidler | Marcatori | Breviglieri |

| Modena 30 ottobre 1921 5ª giornata | Modena | 2 – 1 | Pisa | Campo di viale Fontanelli |

| Arbitro: | Guiot (Milano) |

|                       |           |                           |
| Mosso I 23’, 88’, 79’ | Marcatori | 38’ (rig.), 48’ Forlivesi |

| Modena 13 novembre 1921 7ª giornata | Modena | 2 – 1 | Casale | Campo di viale Fontanelli |

| Arbitro: | Majani (Torino) |

|               |           |             |
| Forlivesi 48’ | Marcatori | 33’ Mariani |

| Savona 27 novembre 1921 9ª giornata | Savona | 2 – 0 | Modena |  |

| Modena 4 dicembre 1921 10ª giornata | Modena | 4 – 1 | Venezia | Campo di viale Fontanelli |

| Legnano 11 dicembre 1921 11ª giornata | Legnano        | 0 – 0 | Modena | Stadio Comunale\| Arbitro: \| Mauro (Milano) \| |
| Arbitro:                              | Mauro (Milano) |       |        |                                                 |

##### Girone di ritorno
| Arbitro: | Canestrini (Novara) |

|                         |           |            |
| Girani 50’ Fagiuoli 55’ | Marcatori | 81’ Agradi |

| Modena 22 gennaio 1922 13ª giornata | Modena           | 2 – 0 Forfait referto | Alessandria | Campo di viale Fontanelli\| Arbitro: \| Tessari (Verona) \| |
| Arbitro:                            | Tessari (Verona) |                       |             |                                                             |

| Arbitro: | A.Gama (Milano) |

|              |           |  |
| Rosso II 65’ | Marcatori |  |

| Arbitro: | Sarto (Bologna) |

|                                 |           |                      |
| Mazzoli Manzotti Sala ?’ (aut.) | Marcatori | ?’ (rig.) Pietroboni |

| Pisa 12 febbraio 1922 16ª giornata | Pisa | 4 – 1 | Modena | Arena Garibaldi |

| Arbitro: | Dani (Genova) |

|                                     |           |  |
| Maselli 44’ Manzotti 45’ Agradi 47’ | Marcatori |  |

| Casale Monferrato 7 maggio 1922 18ª giornata | Casale | 6 – 0 | Modena | Stadio Natale Palli |

| Arbitro: | Gera (Torino) |

|                                                       |           |  |
| Sardi 19’, 27’, 52’ Catto 24’, 34’, 41’ De Vecchi 69’ | Marcatori |  |

| Modena 12 marzo 1922 20ª giornata | Modena | 2 – 0 | Savona | Campo di viale Fontanelli |

| Venezia 19 marzo 1922 21ª giornata | Venezia | 0 – 2 A tav. | Modena |  |

| Arbitro: | Piatti (Milano) |

|                            |           |  |
| Muratori 67’ Forlivesi 87’ | Marcatori |  |

## Statistiche

### Statistiche di squadra
| Competizione               | Punti | In casa | In casa | In casa | In casa | In casa | In casa | In trasferta | In trasferta | In trasferta | In trasferta | In trasferta | In trasferta | Totale | Totale | Totale | Totale | Totale | Totale | DR |
| Competizione               | Punti | G       | V       | N       | P       | Gf      | Gs      | G            | V            | N            | P            | Gf           | Gs           | G      | V      | N      | P      | Gf     | Gs     | DR |
| -------------------------- | ----- | ------- | ------- | ------- | ------- | ------- | ------- | ------------ | ------------ | ------------ | ------------ | ------------ | ------------ | ------ | ------ | ------ | ------ | ------ | ------ | -- |
| Prima Divisione - girone B | 26    | 11      | 10      | 1       | 0       | 26      | 6       | 11           | 2            | 1            | 8            | 8            | 27           | 22     | 12     | 2      | 8      | 34     | 33     | +1 |
|                            | 26    | 11      | 10      | 1       | 0       | 26      | 6       | 11           | 2            | 1            | 8            | 8            | 27           | 22     | 12     | 2      | 8      | 34     | 33     | +1 |